# Plot for Peace
 (août 2022).
L'article doit être relu — et modifié si nécessaire — par des contributeurs indépendants pour apporter un regard critique aux contributions effectuées en violation des conditions d'utilisation de Wikipédia, tant sur la forme (notamment concernant le style encyclopédique, la proportionnalité) que sur le fond (la neutralité de point de vue, la qualité et l'indépendance des sources).
Plot for Peace est un film documentaire sud-africain réalisé par Carlos Agulló et Mandy Jacobson en 2013.
Il revient sur les efforts diplomatiques mis en œuvre pour la paix en Afrique australe et le démantèlement du régime raciste de l'Apartheid en Afrique du Sud. Le film retrace en particulier l’action de l’homme d’affaires français Jean-Yves Ollivier, dont le rôle de négociateur a participé à la chute de l’apartheid et à la libération de Nelson Mandela.
Le film a été primé au Festival international du film des Hamptons 2013, ainsi qu’au Galway Film Fleadh.

## Synopsis
Au milieu des années 1980, Jean-Yves Ollivier, homme d’affaires français ancré en Afrique australe, décide de mettre à profit ses contacts et la confiance engrangée lors de ses relations commerciales avec les pays de cette région africaine pour participer au processus de paix qui conduira à la chute du régime de l’apartheid.
Le film revient sur la vie de celui que les services secrets nommaient alors « Monsieur Jacques », et sur son action de diplomatie parallèle basée sur des échanges de prisonniers, ayant notamment aboutie aux accords de Brazzaville, préambule à la pacification de l’Afrique Australe.

## Fiche technique
- Titre du film : Plot for Peace
- Réalisation : Carlos Agulló et Mandy Jacobson
- Scénario, consultation historique : Stephen Smith
- Photographie : Rita Noriega
- Musique : Antony Partos (en)
- Production : Mandy Jacobson, African Oral History Archive (AOHA)
- Distribution : Rezo Films
- Pays d'origine : Afrique du Sud
- Durée : 84 minutes
- Genre : documentaire
- Sortie :
  -  France : 20 novembre 2013

## Distinctions

### Récompenses
- Galway Film Fleadh Awards 2013 : meilleur long métrage documentaire international[1]
- Festival international du film des Hamptons 2013 : Conflict and Resolution Award[2]

### Nominations
- Festival international du film de Palm Springs 2014 : sélection « True Stories »